# سرک، آستارا
سَرَک (به لاتین: Sərək) یک منطقهٔ مسکونی در جمهوری آذربایجان است که در شهرستان آستارا واقع شده‌است. سرک ۱٬۶۰۳ نفر جمعیت دارد.

## ریشه واژه
سرک تغییر یافته نام درختی به نام زَرَنگ که گونه‌ای درخت انجیلی یا چوب آهن است می‌باشد.